# Alexandr Wang
Alexandr Wang (nacido en 1997) es el cofundador y director ejecutivo de Scale AI. Esta compañía es una empresa de inteligencia artificial que ofrece servicios de etiquetado de datos y evaluación de modelos para desarrollar aplicaciones de inteligencia artificial. En 2021, a los 24 años, se convirtió en el multimillonario más joven del mundo en ese momento. Forbes estimó su patrimonio neto en 3.600 millones de dólares a 2025 de 04.

## Primeros años y educación
Wang nació en Los Álamos, Nuevo México, y es hijo de inmigrantes chinos que trabajaron como físicos en el Laboratorio Nacional de Los Álamos de Nuevo México. A Wang le apasionaban las matemáticas y la programación informática desde la juventud. Se clasificó para el Programa de Olimpiadas de Matemáticas en 2013, para el Equipo de Física de EE. UU. en 2014 y fue finalista de USACO en 2012 y 2013. Estudió en Los Alamos High School, tras lo cual se mudó a Silicon Valley para convertirse en ingeniero de software en la empresa de gestión de patrimonio, Addepar . Durante su adolescencia, Wang trabajó para Quora como programador, y trabajó durante un tiempo como desarrollador de algoritmos en la firma de comercio de alta frecuencia Hudson River Trading. Asistió brevemente al Instituto Tecnológico de Massachusetts, antes que se abandono sus estudios para cofundar Scale AI en 2016.

## Carrera
En 2016, Wang cofundó Scale AI, una empresa de inteligencia artificial que ofrece servicios de etiquetado de datos y evaluación de modelos para desarrollar aplicaciones de inteligencia artificial. El exejecutivo de Amazon Jeff Wilke trabajó como asesor de Wang. En 2021, la valoración de la empresa alcanzó los 7,3 millones de dólares, dándole brevemente a Wang $1 billones de dólares en patrimonio neto, ya que poseía el 15% de la empresa. Scale AI ha recibido contratos de defensa de las Fuerzas Armadas de los Estados Unidos  y ha sido elegido por la Oficina de Inteligencia Artificial y Digital del Pentágono para probar y evaluar la seguridad y confiabilidad de modelos de lenguaje de gran tamaño para la planificación y toma de decisiones militares.
Wang se unió a la junta directiva de Expedia Group en 2023.
En julio de 2023, Wang testificó ante una audiencia del subcomité de Servicios Armados de la Cámara de Representantes, hablando sobre los desafíos y las soluciones posibles que enfrentaba el gobierno de los Estados Unidos al adoptar la inteligencia artificial.
En junio de 2024, Wang anunció que Scale AI formalizó una política de contratación basada en el mérito, la excelencia y la inteligencia, declarando que: «Creemos que las personas deben ser juzgadas por su carácter y, como colegas, también por su talento, habilidades y ética laboral».
El mérito, la excelencia, y la inteligencia (MEI) es una práctica similar, aunque opuesta, a la de diversidad, equidad e inclusión.
En enero de 2025, Wang estuvo entre un grupo de fundadores y directores ejecutivos de empresas tecnológicas en la segunda toma de posesión de Donald Trump. Wang también escribió una carta dirigida al presidente Trump, discutiendo que «Estados Unidos debe ganar la guerra de la IA».
Más tarde en el enero de 2025, Wang habló en el Foro Económico Mundial. El fue destacando la carrera de inteligencia artificial entre Estados Unidos y China, específicamente en torno a las capacidades de DeepSeek.
En febrero de 2025, Wang se reunió con varios líderes mundiales, entre ellos el primer ministro del Reino Unido, Keir Starmer, el primer ministro indio, Narendra Modi, el presidente francés, Emmanuel Macron, y el presidente de la Cámara de Representantes de los Estados Unidos, Mike Johnson, quien también supervisa el Grupo de Trabajo Bipartidista de la Cámara sobre Inteligencia Artificial, y les habló sobre la cooperación global en torno a la inteligencia artificial.
En el junio de 2025, Meta Platforms compró el 49% de Scale AI y Wang pasó a trabajar para Meta. Permaneció en la junta directiva de Scale AI.  Meta anunció que invertirá 14.300 millones de dólares en Scale AI, que será supervisado por una división a la que Meta denomina su laboratorio de Superinteligencia.

## Vida personal
Durante el pico de la pandemia de COVID-19, Wang compartió habitación con su buen amigo Sam Altman, el ejecutivo director y cofundador de OpenAI.

## Reconocimiento
En 2018, Wang fue incluido en la lista 30 Under 30 ' Forbes en la categoría de Tecnología Empresarial. Más tarde fue nombrado en la misma lista en el 2021. También fue incluido en la lista Time 100 Next y Time 100 AI, que reconoce a los líderes emergentes que están dando forma al futuro de sus campos. 